# Astro (gruppo musicale sudcoreano)
Gli Astro (아스트로?) sono un gruppo musicale sudcoreano formatosi nel 2016 sotto contratto con la Fantagio Music.
Il gruppo è composto da quattro membri, originalmente sei insieme a Rocky e Moon Bin 
(morto il 19 aprile 2023): MJ, JinJin, Eunwoo e Sanha. Gli Astro hanno debuttato con il singolo "Hide & Seek" dal loro debutto EP Spring up, e successivamente sono stati nominati da Billboard come uno dei migliori nuovi gruppi K-pop del 2016.

## Formazione
Attuale
- JinJin (진진) – leader, rap  (2016-presente)
- MJ (엠제이) – voce  (2016-presente)
- Cha Eunwoo (차은우) – voce (2016-presente)
- Sanha (산하) – voce (2016-presente)

Ex membri
- Rocky (라키) – voce, rap (2016-2023)

Membro eterno
- Moon Bin (문빈) – voce, ballerino (2016-2023[1][2])

Sottogruppi
- Moonbin & Sanha (composto dai membri Moonbin e Sanha; 2020–2023)
- JinJin & Rocky (composto dai membri JinJin e Rocky; 2021–2023)

## Discografia

### Album in studio
- 2019 – All Light
- 2021 – All Yours
- 2022 – Drive to the Starry Road

### EP
- 2016 – Spring Up
- 2016 – Summer Vibes
- 2016 – Autumn Story
- 2017 – Winter Dream
- 2017 – Dream Part.01
- 2017 – Dream Part.02
- 2018 – Rise Up
- 2019 – Venus
- 2019 – Blue Flame
- 2020 – Gateway
- 2021 – Switch On